# Aéroport international OR Tambo
L'aéroport international Oliver Reginald Tambo (code IATA : JNB • code OACI : FAOR) est le plus grand aéroport d'Afrique du Sud et le plus important aéroport d'Afrique pour le trafic passager avec plus de 21 millions de personnes en 2019. L'aéroport sert de hub (avec celui du Cap) pour la compagnie nationale South African Airways (SAA) et de petites compagnies locales.
Il est situé à 1 700 m d'altitude dans la province du Gauteng (Transvaal), près des villes de Pretoria et Johannesbourg.
Baptisé d'abord en 1952 aéroport international Jan Smuts (code OACI : FAJS) en hommage à l'ancien premier ministre sud-africain Jan Smuts, il est renommé aéroport international de Johannesburg en 1994 avant de prendre, le 27 octobre 2006, le nom d'Oliver Tambo (1917-1993), ancien président de l'ANC.

## Historique

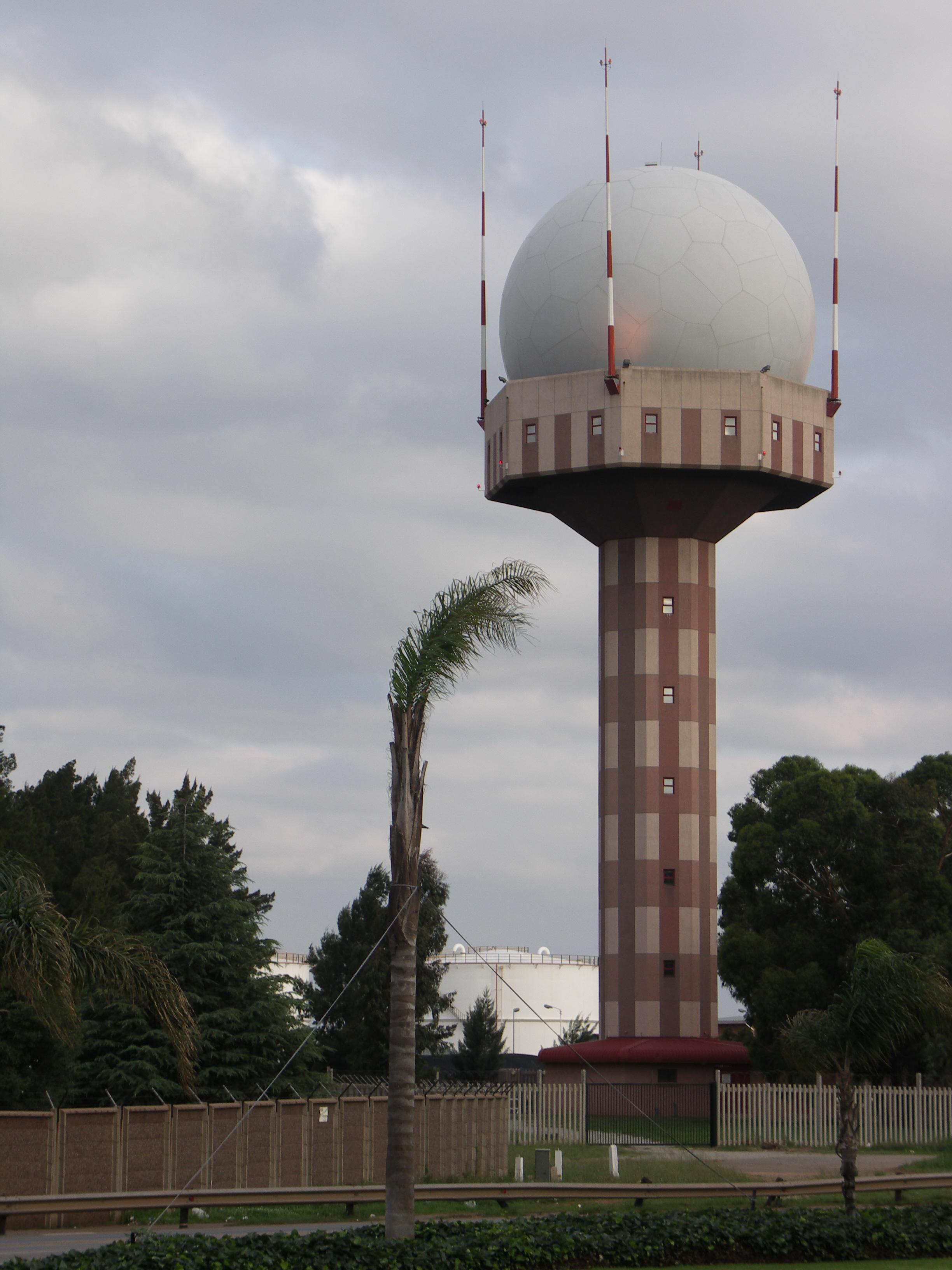
Dôme radar à l'aéroport international OR Tambo, Gauteng, Afrique du Sud

L'aéroport fut fondé en 1952 près de la commune de Kempton Park dans l'est du Witwatersrand, sous le nom d'« aéroport Jan Smuts », soit deux ans à peine après la mort de l'ancien chef de gouvernement sud-africain, Jan Smuts (1870-1950), notamment pour saluer son action lors de la seconde guerre des Boers et pour son rôle joué sur la scène internationale, notamment lors de la première et de la seconde guerre mondiale. Il remplaçait « l'aéroport international de Palmietfontein » qui desservait l'Europe depuis 1945.
Dans les années 1970, l'aéroport Jan Smuts, situé en haute altitude, fut utilisé pour les tests d'atterrissage du Concorde.
Après la fin de la politique d'apartheid, ayant été décidé de ne plus nommer les aéroports d'après le nom de personnalités politiques, le nouveau gouvernement sud-africain le renomma aéroport international de Johannesburg en 1994.
En 1996 il devient l'aéroport au trafic le plus dense d'Afrique et le second de la zone Afrique-Moyen-Orient.
Il est rebaptisé aéroport international O.R. Tambo le 27 octobre 2006 d'après Oliver Tambo (1917-1993), ancien président de l'ANC. Ce changement entre donc en contradiction avec la décision du gouvernement de Nelson Mandela de dépolitiser les noms d'aéroports en Afrique du Sud.
Cet aéroport était le point de départ du Vol 771 Afriqiyah Airways qui s'est écrasé le 12 mai 2010 sur l'aéroport international de Tripoli.

## Situation
| Bloemfontein Mthatha Skukuza Richards Bay Polokwane/Pietersburg Pietermaritzburg Prétoria-Wonderboom Ulundi Upington Pilanesberg Le Cap Phalaborwa Port Elizabeth Kruger Mpumalanga Kimberley Mala Mala Durban George Plettenberg · Bay Hoedspruit Jo'bourg-Lanséria Jo'bourg-OR Tambo East London |

Carte statique des aéroports d'Afrique du Sud.Carte dynamique des aéroports d'Afrique du Sud.

## Statistiques
Le graphique qui aurait dû être présenté ici ne peut pas être affiché car il utilise l'ancienne extension Graph, désactivée pour des questions de sécurité. Des indications pour créer un nouveau graphique avec la nouvelle extension Chart sont disponibles ici.

Voir la requête brute et les sources sur Wikidata.

### Impact de la pandémie de Covid-19
Le graphique qui aurait dû être présenté ici ne peut pas être affiché car il utilise l'ancienne extension Graph, désactivée pour des questions de sécurité. Des indications pour créer un nouveau graphique avec la nouvelle extension Chart sont disponibles ici.

Voir la requête brute et les sources sur Wikidata.

## Compagnies et destinations
| Compagnies                    | Destinations |
| ----------------------------- | --- |
| Air Algérie                   | Alger-Houari-Boumédiène |
| Air Austral                   | La Réunion-R. Garros |
| Air Botswana                  | Francistown, Gaborone-S. Khama, Kasane, Maun |
| Air China                     | Pékin-Capitale, Shenzhen-Bao'an |
| Air Côte d'Ivoire             | Abidjan-F.-H.-Boigny, Kinshasa-N'djili |
| Air France                    | Paris-Charles de Gaulle |
| Airlink                       | - Antananarivo, - Beira, - Blantyre, - Bloemfontein-Bram Fischer, - Bulawayo-J. Nkomo, - Dar es Salam-J. Nyerere, - Durban-King Shaka, - East London, - Gaborone-S. Khama, - George, - Harare, - Hoedspruit, - Kasane, - Kimberley, - Kruger Mpumalanga, - Lilongwe (Kamuzu), - Livingstone-H. M. Nkumbula, - Luanda-Quatro de Fevereiro, - Lubumbashi, - Lusaka, - Manzini-Roi Mswati III, - Maputo, - Maseru-Moshoeshoe I, - Maun, - Mthatha, - Nairobi-J. Kenyatta, - Nampula, - Ndola-S. Kapwepwe, - Nosy Be-Fascene, - Pemba, Mozambique, - Phalaborwa, - Pietermaritzburg, - Polokwane/Pietersburg, - Port Elizabeth, - Richards Bay, - Sainte-Hélène, - Sishen (ms), - Skukuza, - Tete/Chingozi, - Upington, - Victoria Falls, - Vilanculos, - Walvis Bay, - Windhoek Hosea Kutako Charter : Ascension Island |
| Air Mauritius                 | Maurice-Sir Seewoosagur Ramgoolam |
| Air Peace                     | Abidjan-F.-H.-Boigny, Lagos-Murtala Muhammed |
| Air Seychelles                | Mahé-Seychelles international, Malé Velana |
| Air Zimbabwe                  | Bulawayo-J. Nkomo, Harare |
| ASKY Airlines                 | - Brazzaville, - Douala, - Kinshasa-N'djili, - Lagos-Murtala Muhammed, - Libreville-Léon Mba, - Lomé-G. Eyadéma, |
| British Airways               | Londres-Heathrow |
| Cathay Pacific                | Hong Kong |
| CemAir                        | - Bloemfontein-Bram Fischer, - Durban-King Shaka, - George, - Hoedspruit, - Kimberley, - Le Cap, - Luanda-Quatro de Fevereiro, - Lusaka, - Maputo, - Margate (en), - Maun, - Plettenberg Bay, - Port Elizabeth, - Sishen (ms), - Victoria Falls |
| Condor                        | En saison: Francfort |
| Congo Airways                 | Kinshasa-N'djili, Lubumbashi |
| Delta Air Lines               | Atlanta H.-Jackson |
| EgyptAir                      | Le Caire |
| El Al                         | Tel Aviv - Ben Gourion |
| Emirates                      | Dubaï |
| Eswatini Air                  | Manzini-Roi Mswati III |
| Ethiopian Airlines            | Addis-Abeba Bole |
| Etihad Airways                | Abou Dabi |
| Fastjet Zimbabwe              | Bulawayo-J. Nkomo, Harare, Victoria Falls |
| FlySafair                     | - Bloemfontein-Bram Fischer, - Durban-King Shaka, - East London, - George, - Harare, - Le Cap, - Livingstone-H. M. Nkumbula, - Maputo, - Maurice-Sir Seewoosagur Ramgoolam, - Port Elizabeth, - Victoria Falls, - Zanzibar |
| Global Aviation               | Charter: Zanzibar |
| Kenya Airways                 | Nairobi-J. Kenyatta |
| KLM                           | Amsterdam |
| LAM Mozambique Airlines       | Beira, Maputo, Nampula, Pemba, Mozambique, Vilanculos |
| LATAM Brasil                  | São Paulo/Guarulhos |
| LIFT                          | Durban-King Shaka, Le Cap |
| Lufthansa                     | Francfort, Munich-F. J. Strauß |
| Malawi Airlines               | Blantyre, Lilongwe (Kamuzu) |
| Proflight Zambia              | Ndola-S. Kapwepwe |
| Qantas                        | Sydney-K. Smith En saison: Perth |
| Qatar Airways                 | Doha-Hamad |
| Royal Zambian airlines        | Lusaka |
| Rwandair                      | Kigali, Lusaka |
| Saudia                        | Djeddah - Roi-Abdelaziz |
| Singapore Airlines            | Singapour-Changi |
| South African Airways         | - Abidjan-F.-H.-Boigny, - Accra-Kotoka, - Blantyre, - Durban-King Shaka, - Harare, - Kinshasa-N'djili, - Lagos-Murtala Muhammed, - Le Cap, - Lilongwe (Kamuzu), - Lusaka, - Maputo, - Maurice-Sir Seewoosagur Ramgoolam, - Nairobi-J. Kenyatta, - São Paulo/Guarulhos, - Perth, - Victoria Falls, - Windhoek Hosea Kutako |
| Swiss International Air Lines | Zurich |
| TAAG Angola Airlines          | Luanda-Quatro de Fevereiro |
| Turkish Airlines              | Istanbul |
| Uganda Airlines               | Entebbe |
| United Airlines               | Newark-Liberty |
| Virgin Atlantic               | Londres-Heathrow |
| Zambia Airways                | Livingstone-H. M. Nkumbula, Lusaka |

Édité le 29/06/2023  Actualisé le 20/11/2023

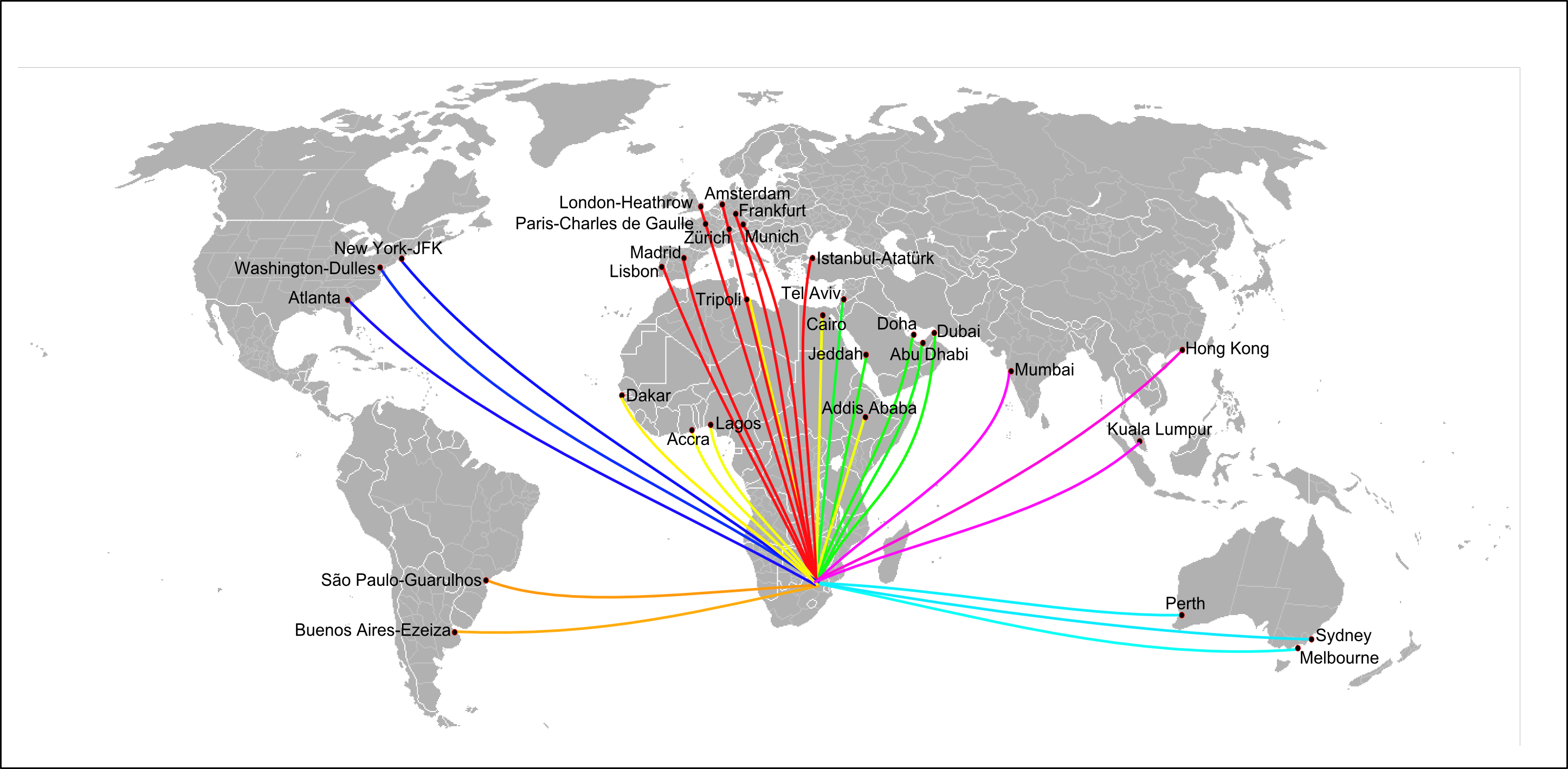

## Correspondance
La navette ferroviaire Gautrain relie l'aéroport, Johannesburg et la capitale politique Pretoria. Cette navette permet de rejoindre Johannesburg en 15 min.

## Galerie

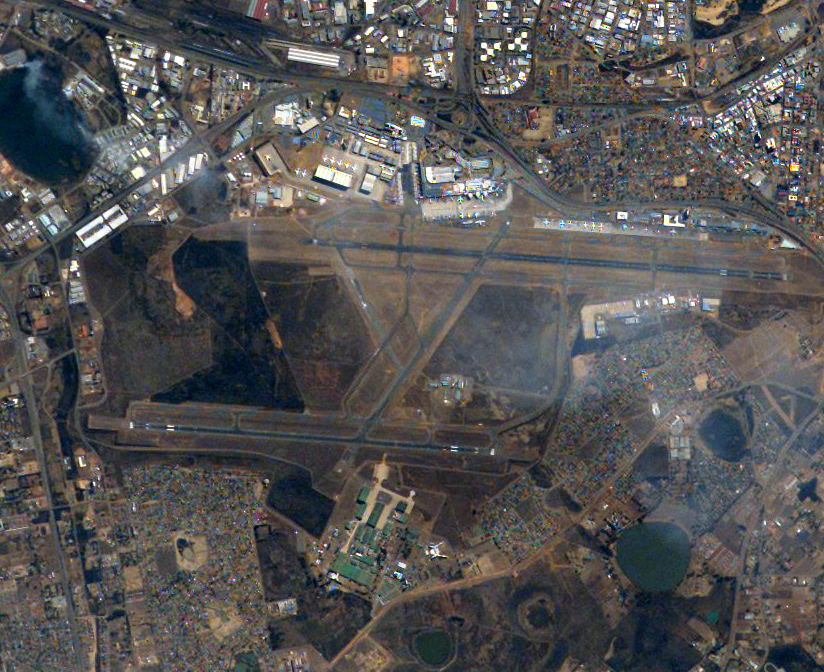
L'aéroport vu du ciel

### références
1. ↑  (en) « OR Tambo now official »(Archive.org • Wikiwix • Archive.is • Google • Que faire ?), News24, 27 octobre 2006 (consulté le 23 juin 2013)
2. ↑  « Le Gautrain impressionne les étrangers », sur rnw.nl, 8 juin 2010 (consulté le 19 novembre 2017).